# Кыргызстан маданияты
«Кыргызстан маданияты» (с кирг. — «Культура Кыргызстана») — еженедельная литературно-художественная газета на киргизском языке, выходившая в городе Фрунзе (сейчас Бишкек), Киргизская ССР.

## История
Создана 1 января 1967 года как орган Союза писателей Кыргызстана и Министерства культуры Киргизской ССР. В 1977 году тираж составлял 50 тысяч экземпляров, в 1983 году — 43,3 тысячи, в 1988 году — 60 тысяч. С 1991 года выходит нерегулярно.

## Описание
Специализировалась на литературоведении, литературной критике, драматургии, кино, музыке, живописи, архитектуре, народном художественном творчестве, языкознании и других темах. Также освещала вопросы общественной жизни, марксистско-ленинистской философии, социологии, экономики, науки и техники и занималась идеологическим воспитанием населения. Популярные рублики: «Театр, драматург, зритель», «Поэзия», «Проза», «Критика», «В народном театре», «А у вас как?» и другие.

## Сотрудники

### Главные редакторы
- 1967—1973: Касым Каимов
- 1973—1985: Исабек Исаков
- ?: Муса Джангазиев
- 1988—1991: Жалил Садыков

### Заместители главного редактора
- Тендик Аскаров
- Абдыганы Эркебаев

### Другие известные сотрудники
- Субайылда Абдыкадырова
- Сарман Асанбеков
- Насирдин Байтемиров
- Жаныш Кулмамбетов
- Султан Раев
- Мырзабек Тойбаев
- Абдрасул Токтомушев
- Эгемберди Эрматов
- Садык Шер-Нияз